# Diospyros brideliifolia
Diospyros brideliifolia là một loài thực vật có hoa trong họ Thị. Loài này được Elmer mô tả khoa học đầu tiên năm 1908.